# Fine Line (Harry Styles)
Fine Line è il secondo album in studio del cantante britannico Harry Styles, pubblicato il 13 dicembre 2019 dalla Columbia.
Il disco, incluso tra i 500 migliori di tutti i tempi secondo Rolling Stone, è stato anticipato dall'uscita dei singoli di successo Lights Up, Watermelon Sugar e Adore You; Watermelon Sugar è stato il primo singolo del cantante a raggiungere la numero uno nella Billboard Hot 100 statunitense. Per promuovere il progetto, Styles ha intrapreso il Love on Tour nelle principali arene statunitensi nel corso del 2021.

## Descrizione
Fine Line è un album caratterizzato principalmente da sonorità pop rock, pop psichedelico e pop soul, che incorpora elementi e influenze funk, gospel, folk, pop progressivo e indie pop.
La prima traccia, Golden, è una canzone d'amore in cui si indaga il desiderio di non restare da soli alla fine di una relazione. La seconda traccia, Watermelon Sugar, celebra un amore estivo e le gioie del momento, con un testo che alcune recensioni hanno ritenuto ispirato alla storia d'amore tra Styles e l'ex compagna Camille Rowe; il titolo è ispirato all'omonimo romanzo post-apocalittico di Richard Brautigan (uno dei preferiti della Rowe), in cui le persone usano lo zucchero di cocomero per costruire le cose. La terza traccia, Adore You, parla di una storia d'amore, ma il suo testo è stato giudicato criptico, con riferimenti ad un amore non corrisposto.
La quarta traccia, Lights Up, è un inno alla libertà e alla ricerca di se stessi. La quinta traccia, Cherry, è dedicata a Camille Rowe: nella canzone l'artista esprime la sua gelosia nei confronti del nuovo compagno di Camille, e riconosce quanto il tempo passato con la ragazza sia stato prezioso e abbia contribuito a renderlo quello che è ora; alla fine del brano è anche presente un audio registrato con la voce di Camille. La sesta traccia, Falling, è una confessione di tutte le colpe, i peccati e gli errori commessi dal cantante recentemente: si dice colpevole dell'alcol, della sua stessa solitudine, e soprattutto del dolore provocato dalla realizzazione di troppe canzoni in cui parla di un amore perduto.
La settima traccia, To Be So Lonely, è la traccia più esplicita: all'interno di essa il cantante si dichiara essere una persona gelosa e incapace di dirsi dispiaciuto, per quanto lo sia, ma allo stesso tempo sottolinea come non possa essere incolpato di essere ciò che egli realmente è. L'ottava traccia, She, è una canzone melodica caratterizzata dal frequente falsetto e si chiude con un lungo assolo di chitarra. La nona traccia, Sunflower, Vol. 6, è la traccia più sperimentale.
La decima traccia, Canyon Moon, è la più acustica: il cantante ricorda un momento felice del passato con dolce-amara nostalgia. L'undicesima traccia, Treat People with Kindness, include la voce di un coro e sonorità gospel: si tratta di un inno alla pace, alla gentilezza e all'amore fraterno. La dodicesima traccia, Fine Line, volta a chiudere l'album, si focalizza su una storia in cui amore e odio si intrecciano: l'amore travagliato culmina proprio nella "fine line" del titolo, ovvero in un finale amaro, ma lieto allo stesso tempo.

## Accoglienza
| Recensione    | Giudizio |
| ------------- | -------- |
| AllMusic      |          |
| The A.V. Club | B+       |
| NOW Magazine  |          |
| Pitchfork     | 6.0/10   |

Fine Line è stato accolto positivamente dai critici. Su Metacritic, sito che assegna un punteggio normalizzato su 100 in base a critiche selezionate, l'album ha ottenuto un punteggio medio di 76. Tim Sendra di AllMusic si complimenta con la voce di Styles affermando che Watermelon Sugar, Golden, She e Sunflower, Vol. 6 siano tracce eccezionali; ritiene tuttavia che la maggior parte dell'album sia come sotto controllo e che se Styles vuole «fare musica che resista alla prova del tempo e sia davvero importante per le persone dovrà fare dischi che vadano oltre il piacevole e il divertente» e termina la recensione dicendo «nonostante la manciata di canzoni che toccano il suo potenziale di grandezza, Fine Line non è ancora del tutto presente». Annie Zaleski di The A.V. Club scrive «Fine Line dimostra che il musicista ha assorbito la migliore lezione tramandata dai grandi musicisti della California: non aver paura di rischiare in un contesto folk o pop rock, poiché è così che crei musica iconoclasta che dura». Rea McNamara di Now Magazine approva la decisione di Styles di concentrarsi su un «pop bollente, dalle influenze soul». Jeremy Larson di Pitchfork scrive che Styles «si nasconde all'interno di un mistico disco pop rock che ci tiene lontani da chi è come cantautore e nascente rock star» mentre aggiunge «Sento un ragazzo che ha ancora paura di non fare mai un disco alla David Bowie» tuttavia aggiunge che «il suono reale di Fine Line è incredibile» e che «la maggior parte delle canzoni ha almeno un grande momento da afferrare».

## Tracce
1. Golden – 3:28 (Harry Styles, Mitch Rowland, Thomas Hull, Tyler Johnson)
2. Watermelon Sugar – 2:53 (Harry Styles, Mitch Rowland, Thomas Hull, Tyler Johnson)
3. Adore You – 3:27 (Harry Styles, Amy Allen, Thomas Hull, Tyler Johnson)
4. Lights Up – 2:52 (Harry Styles, Thomas Hull, Tyler Johnson)
5. Cherry – 4:19 (Harry Styles, Thomas Hull, Tyler Johnson, Sammy Witte, Jeff Bhasker)
6. Falling – 4:00 (Harry Styles, Thomas Hull)
7. To Be So Lonely – 3:12 (Harry Styles, Mitch Rowland, Thomas Hull, Tyler Johnson)
8. She – 6:02 (Harry Styles, Mitch Rowland, Thomas Hull, Jeff Bhasker)
9. Sunflower, Vol. 6 – 3:41 (Harry Styles, Thomas Hull, Greg Kurstin)
10. Canyon Moon – 3:09 (Harry Styles, Mitch Rowland, Thomas Hull)
11. Treat People with Kindness – 3:17 (Harry Styles, Jeff Bhasker, Ilsey Juber)
12. Fine Line – 6:17 (Harry Styles, Mitch Rowland, Thomas Hull, Tyler Johnson, Sammy Witte)

## Successo commerciale
Secondo l'International Federation of the Phonographic Industry Fine Line è risultato il 5º album più venduto a livello globale nel corso del 2020.
Fine Line ha debuttato al primo posto nella Billboard 200 statunitense con 478 000 unità vendute nella sua prima settimana, diventando il secondo album numero uno consecutivo di Harry Styles. Di queste, 393 000 sono vendite pure (fra cui 28 000 cassette), 83 000 sono stream-equivalent sales generate da 108,7 milioni di riproduzioni in streaming, e 3 000 sono track-equivalent sales provenienti da 30 000 vendite digitali delle singole tracce dell'album. Si tratta del terzo maggiore debutto del 2019 nella Billboard 200 in termini di unità, e delle vendite settimanali più alte per un album pop di cantante uomo in più di quattro anni. Nella stessa settimana, inoltre, quattro tracce di Fine Line hanno fatto il loro ingresso nella classifica dei singoli, che si sono quindi aggiunte ai tre singoli già presenti in classifica dal loro precedente debutto. L'album ha mantenuto la prima posizione anche la settimana successiva, aggiungendo 89 000 vendite al suo totale.
Nell'Official Albums Chart britannica l'album è inizialmente entrato al 113º posto, dato che alcuni negozi avevano già reso disponibile il disco prima della data effettiva. Nelle poche ore prima della sua uscita ufficiale l'album ha accumulato 1 638 vendite. La settimana successiva, in seguito all'uscita del disco in tutti i formati e su tutte le piattaforme, è salito alla terza posizione della classifica aggiugendo 49 082 unità di vendita al suo totale. Fine Line è stato l'album più venduto della settimana in vinile (9 419 copie) e in cassetta (1 322 copie). Nella classifica giapponese delle vendite fisiche e digitali Fine Line ha esordito al 52º posto.

## Classifiche

### Classifiche settimanali
| Classifica (2019-21) | Posizione massima |
| -------------------- | ----------------- |
| Argentina            | 1                 |
| Australia            | 1                 |
| Austria              | 4                 |
| Belgio (Fiandre)     | 1                 |
| Belgio (Vallonia)    | 28                |
| Canada               | 1                 |
| Corea del Sud        | 40                |
| Croazia              | 1                 |
| Danimarca            | 4                 |
| Estonia              | 3                 |
| Finlandia            | 5                 |
| Francia              | 36                |
| Germania             | 14                |
| Grecia               | 2                 |
| Irlanda              | 1                 |
| Islanda              | 2                 |
| Italia               | 7                 |
| Lettonia             | 1                 |
| Lituania             | 1                 |
| Messico              | 1                 |
| Norvegia             | 2                 |
| Nuova Zelanda        | 1                 |
| Paesi Bassi          | 1                 |
| Polonia              | 5                 |
| Portogallo           | 1                 |
| Regno Unito          | 2                 |
| Repubblica Ceca      | 4                 |
| Slovacchia           | 6                 |
| Spagna               | 6                 |
| Stati Uniti          | 1                 |
| Svezia               | 1                 |
| Svizzera             | 6                 |
| Ungheria             | 15                |

### Classifiche di fine anno
| Classifica (2019) | Posizione |
| ----------------- | --------- |
| Australia         | 42        |
| Messico           | 24        |
| Nuova Zelanda     | 41        |
| Portogallo        | 45        |
| Regno Unito       | 90        |
| Classifica (2020) | Posizione |
| Australia         | 1         |
| Austria           | 12        |
| Belgio (Fiandre)  | 11        |
| Belgio (Vallonia) | 61        |
| Canada            | 2         |
| Croazia           | 2         |
| Danimarca         | 8         |
| Francia           | 100       |
| Germania          | 50        |
| Irlanda           | 3         |
| Islanda           | 6         |
| Italia            | 13        |
| Norvegia          | 6         |
| Nuova Zelanda     | 2         |
| Paesi Bassi       | 5         |
| Polonia           | 33        |
| Portogallo        | 2         |
| Regno Unito       | 2         |
| Spagna            | 10        |
| Stati Uniti       | 4         |
| Svezia            | 8         |
| Svizzera          | 22        |
| Ungheria          | 42        |
| Classifica (2021) | Posizione |
| Australia         | 7         |
| Austria           | 10        |
| Belgio (Fiandre)  | 8         |
| Belgio (Vallonia) | 66        |
| Canada            | 15        |
| Danimarca         | 11        |
| Francia           | 95        |
| Germania          | 47        |
| Irlanda           | 10        |
| Islanda           | 8         |
| Italia            | 30        |
| Norvegia          | 14        |
| Nuova Zelanda     | 11        |
| Paesi Bassi       | 10        |
| Polonia           | 70        |
| Portogallo        | 6         |
| Regno Unito       | 12        |
| Spagna            | 13        |
| Stati Uniti       | 16        |
| Svezia            | 20        |
| Svizzera          | 35        |
| Ungheria          | 54        |
| Classifica (2022) | Posizione |
| Australia         | 7         |
| Austria           | 12        |
| Belgio (Fiandre)  | 15        |
| Belgio (Vallonia) | 13        |
| Danimarca         | 21        |
| Francia           | 132       |
| Germania          | 36        |
| Islanda           | 12        |
| Italia            | 79        |
| Lituania          | 9         |
| Norvegia          | 15        |
| Nuova Zelanda     | 12        |
| Paesi Bassi       | 10        |
| Regno Unito       | 16        |
| Spagna            | 28        |
| Svezia            | 33        |
| Svizzera          | 58        |
| Classifica (2023) | Posizione |
| Islanda           | 34        |
| Portogallo        | 18        |
| Ungheria          | 84        |
| Classifica (2024) | Posizione |
| Portogallo        | 48        |